# Jermain Taylor
Jermain Lee Taylor (Little Rock, 11 de agosto de 1978) es un deportista estadounidense que compitió en boxeo. Participó en los Juegos Olímpicos de Sídney 2000, obteniendo una medalla de bronce en el peso semimedio.
En enero de 2001 disputó su primera pelea como profesional. En julio de 2005 conquistó los títulos internacionales de la AMB, la
OMB, el
CMB y la
IBF, en la categoría de peso medio, que perdió en septiembre de 2007. Posteriormente, en octubre de 2014 conquistó el título internacional de la IBO, en el peso medio.

## Palmarés internacional
| Juegos Olímpicos | Juegos Olímpicos   | Juegos Olímpicos  | Juegos Olímpicos |
| Año              | Lugar              | Medalla           | Categoría        |
| ---------------- | ------------------ | ----------------- | ---------------- |
| 2000             | Sídney (Australia) | Medalla de bronce | 71 kg            |